# Godard van Reede
Godard van Reede (Amerongen, 4 juni 1644 – Utrecht, 11 februari 1703), ook bekend als Godard van Ginkel of (in Engeland) als Godard de Ginkell of kortweg Athlone, was een veldmaarschalk in dienst van de Republiek der Zeven Verenigde Nederlanden en generaal in dienst van het koninkrijk Engeland.

## Leven en werk
Naast graaf van Athlone, baron van Aughrim (ook geschreven: Aghrim) en baron van Reede was hij vrijheer van Amerongen, heer van Ginkel, Middachten, Lievendaal en Nienburg, en behoorde tot een invloedrijk adellijk geslacht dat Kasteel Amerongen bewoonde. Hij werd op het kasteel geboren als zoon van Godard Adriaan van Reede, 1e baron van Reede en een van de belangrijkste diplomaten van de Nederlandse republiek, en zijn vrouw Margaretha Turnor, die het kasteel (verwoest in het Rampjaar 1672) liet herbouwen.
De jonge 'Heer van Ginkel', zoals hij door zijn ouders werd genoemd, werd al op vroege leeftijd klaargestoomd voor een militaire carrière. Omstreeks zijn 14de jaar werd hij ritmeester over een eigen compagnie ruiters. In 1660 vergezelde hij zijn vader tijdens een diplomatieke missie naar het Spaanse hof, ter gelegenheid waarvan de schilder Jurriaen Ovens drie ten voeten uit portretten van de familie maakte en de dichter Joost van den Vondel een lofdicht schreef. In 1666 trad hij in het huwelijk met Ursula Philippota van Raesfelt (1643-1721), erfgename van Kasteel Middachten. Tijdens het rampjaar 1672 onderscheidde hij zich in de strijd om Woerden, maar werd hij tot ongenoegen van zijn moeder slechts bevorderd tot 'eerste brigadier'. In 1683 werd hij alsnog benoemd tot luitenant-generaal van de cavalerie in het leger van stadhouder Willem III van Oranje. Hij volgde Willem naar Engeland toen die in 1688 de troon van Engeland, Schotland en Ierland opeiste. Van Reede had het bevel over een Nederlandse eenheid van cavalerie in de Slag aan de Boyne in Ierland, die de Glorious Revolution in het voordeel van Willem besliste. Toen Willem Ierland verliet, gaf hij het bevel van de troepen in Ierland over aan Van Reede.
Het volgende jaar, in 1691, begon Van Reede een veldtocht tegen de overgebleven medestanders van de verstoten koning Jacobus II, die met troepen en officieren gesteund werd door de Franse koning Lodewijk XIV. In juni nam hij het fort van Ballymore in en kort daarop de strategisch gelegen stad Athlone aan de rivier Shannon. Op 12 juli versloeg hij de jacobieten onder leiding van de Franse generaal Charles Chalmont, Markies de St. Ruth in de beslissende Slag bij Aughrim. Kort daarna vielen ook de steden Galway en Limerick in Van Reedes handen, waarna de overwinning op 3 oktober bezegeld werd met het Verdrag van Limerick. Als dank werd Van Reede genaturaliseerd tot Engels onderdaan door het Engelse parlement, waarbij hij de titels graaf van Athlone en baron van Aughrim en grote gebieden in Ierland verkreeg. De dichter Lukas Rotgans schreef een lofdicht over de veldtocht van Van Reede. 
In 1693 keerde Van Reede samen met Willem terug naar Nederland en werd bevelhebber van het Verenigd Leger in Vlaanderen. In 1693 vocht hij in de Eerste Slag bij Neerwinden en in 1695 nam hij deel aan het Beleg van Namen. In 1696 slaagde hij er samen met Menno van  Coehoorn in om de Fransen te verrassen door het munitiemagazijn van Lodewijk XIV bij Givet te bombarderen. In 1702 was hij ter plaatse om een Franse aanslag op Nijmegen (1702) ternauwernood te verijdelen. Datzelfde jaar kreeg hij de rang van veldmaarschalk en werd opperbevelhebber van alle Nederlandse troepen. Van Reede kon maar kort van deze status profiteren, daar hij in februari 1703 te Utrecht overleed.
Tijdens zijn leven vervulde hij in Utrecht belangrijke functies. Hij diende als gouverneur van Utrecht en was van 1697 tot aan zijn dood landscommandeur van de Ridderlijke Duitsche Orde, Balije van Utrecht. Verder was hij luitenant-opperjagermeester van het jachtdomein op de Veluwe van Willem III van Oranje-Nassau en dijkgraaf van de Lekdijk. In Het Utrechts Archief bevinden zich brieven van Godard van Reede uit de periode 1667-1691.
Onder de nazaten van Godard van Reede bevinden zich diverse belangrijke militairen, waaronder Frederick Christiaan baron van Reede (1668-1719) die hem opvolgde als 2de graaf van Athlone, en ook als generaal diende.
Na zijn dood werd Van Reede begraven in de Sint-Andrieskerk in Amerongen. In de collectie van het museumkasteel Kasteel Amerongen bevindt zich een natuurgetrouw dodenmasker gemaakt van was.
In 1991 bracht de republiek Ierland een postzegel uit met een portret van Godard van Reede.